# Stelis liberalis
Stelis liberalis är en orkidéart som beskrevs av Carlyle August Luer och José Portilla. Stelis liberalis ingår i släktet Stelis och familjen orkidéer. Inga underarter finns listade i Catalogue of Life.